# Ennearthron palmi
Ennearthron palmi là một loài bọ cánh cứng trong họ Ciidae. Loài này được Lohse miêu tả khoa học năm 1966.